# Senatorul melcilor
Senatorul melcilor este un film românesc regizat de Mircea Daneliuc și apărut în 1995.

## Rezumat
Într-o vilă, la munte, senatorul Vârtosu se poartă ca un boier, căutând să facă impresie în fața unor ziariști occidentali. Dar prezența lui stârnește din partea localnicilor nemulțumiți reclamații și, în curând, violență.
Senatorul Vârtosu sosește într-o localitate montană să inaugureze o instalație eoliană, prilej cu care este întâmpinat de un potop de reclamații din partea țăranilor, nemulțumiți de felul cum au fost reîmproprietăriți.
Nominalizat la "Palme d`Or", Cannes, 1995.

## Distribuție
- Dorel Vișan — senatorul Vârtosu
- Cecilia Bârbora — învățătoarea  Cireșica (Șica) Tudorache
- Clara Vodă — Mireille, reporteriță elvețiană
- Madeleine Thibeault — Nadine, reporteriță elvețiană
- Dan Chișu — Michel, cameramanul postului TV elvețian, fost disident
- Florin Zamfirescu — secretarul primăriei
- Constanța Comănoiu — mama Cireșicăi
- Nicolae Albani — prefectul județului
- Mircea Andreescu — paznicul arcăi lui Miron
- Dinu Apetrei — Viorel, fratele mai mare al Șicăi
- Anda Caropol — soția senatorului
- Viorel Comănici — Petrescu, șoferul senatorului
- Camelia Zorlescu — administratoarea vilei de protocol
- Flavius Constantinescu
- Viorica Geantă Chelbea (menționată Viorica Geantă)
- László Kocsis (menționat Kocsis László)
- Haralambie Boroș — Mocanu, primarul comunei
- László Darvas⁠(hu)[traduceți] (menționat Darvas László)
- Barbala Deák — țărancă unguroaică (menționată Deák Barbala)
- Ibolya Vargyasi — țărancă unguroaică (menționată Vargyasi Ibolya)
- Oana Ene
- Ilie Savu
- Carole George
- Giani Lingurar
- Achim Ganea
- Ionut Lingurar
- Vasile Machedon
- Constantin Cazacu
- Alexandru Marin — copilul Anton, fiul Șicăi

## Premii
- Premiu special al juriului UCIN 1994-1995 (Mircea Daneliuc)
- Premiu pentru interpretare UCIN 1994-1995 (Dorel Vișan)